# Achim Soltau
Achim Soltau, (13 april 1938 - 29 januari 2016), was een Duitse schaker, die zich vooral bezighield met correspondentieschaken. 
Van 1988 tot 1993 was hij president van de BdF. In 1979 werd hij ICCF schaakmeester en in 1989 grootmeester. Hij won met het Duitse team zilver in de negende Schaakolympiade. Achim Soltau speelde mee in het grote NBC jubileumtoernooi dat van 1991 tot 1994 duurde en werd derde achter Gert Timmerman en Joop van Oosterom. In februari 2005 eindigde Achim met 8 uit 14 als tweede in het toernooi om het wereldkampioenschap, Joop van Oosterom werd met 11 uit 14 de nieuwe wereldkampioen, terwijl de Duitse grootmeester Hans Marcus Elwert met 7.5 punt derde werd.
Hij was ook rechter in arrondissement Hamburg. Hij had twee dochters en een zoon.